# خوان لوبيز (موجه قوارب)
خوان لوبيز (بالإسبانية: Juan López)‏ هو موجه قوارب ‏ بيروفي، ولد في 16 أكتوبر 1934 في ليما في بيرو.

## وصلات خارجية
- خوان لوبيز على موقع الاتحاد الدولي للتجديف (الإنجليزية)
- خوان لوبيز على موقع أوليمبيديا (الإنجليزية)